# كاتدرائية القديس لويس الملك (حيفا)

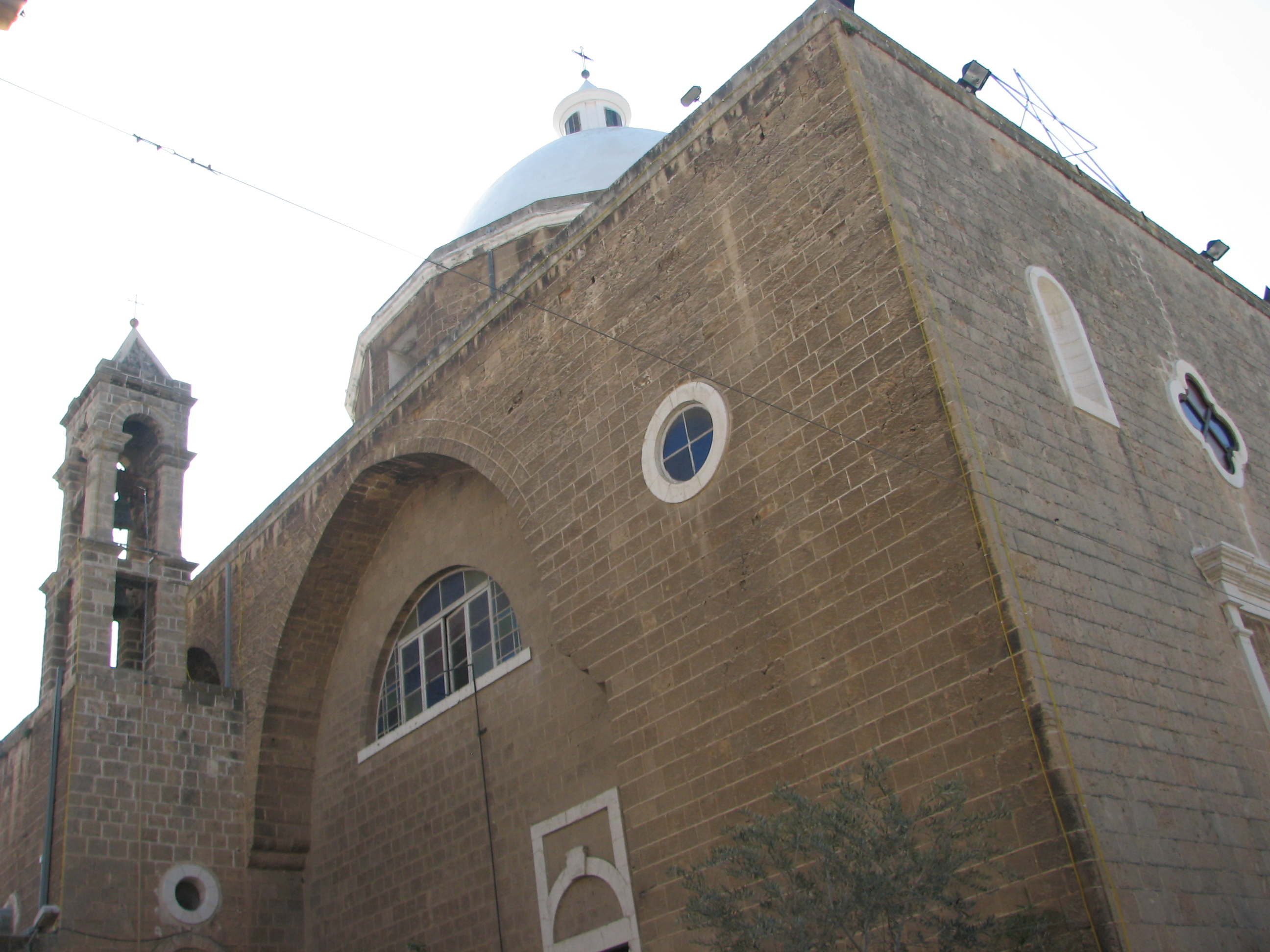
كاتدرائية القديس لويس الملك.

كاتدرائية القديس لويس الملك تُعرف أيضا بكنيسة القديس لويس المارونية هي كنيسة كاثوليكية مارونية تقع في البلدة القديمة لمدينة حيفا، شمالي إسرائيل.
يعود أول ذكر لوجود الموارنة في حيفا لسنة 1677 م. بُنيت في سنة 1880 م زمن السلطان عبد الحميد، وفي عهد البابا ليون الثالث عشر والبطريرك الماروني بولس مسعد ومطران صور وصيدا بطرس البستاني، حيث كان أول راعي لرعية حيفا هو الأب بولس كسّأب.